# SS Oceana
El SS Oceana fue un buque de pasajeros y carga de P&O, botado en 1887 por Harland and Wolff de Belfast y terminado en 1888. Originalmente destinado a transportar pasajeros y correo entre Londres y Australia, posteriormente se le asignaron rutas entre Londres y la India británica. El 16 de marzo de 1912 chocó en el Estrecho de Dover contra el Pisagua, una bricbarca de cuatro mástiles y casco de acero de 2.850 toneladas de registro alemán. Como consecuencia, el Oceana se hundió frente a Beachy Head, en la costa de East Sussex, con la pérdida de 17 vidas.

## Hundimiento

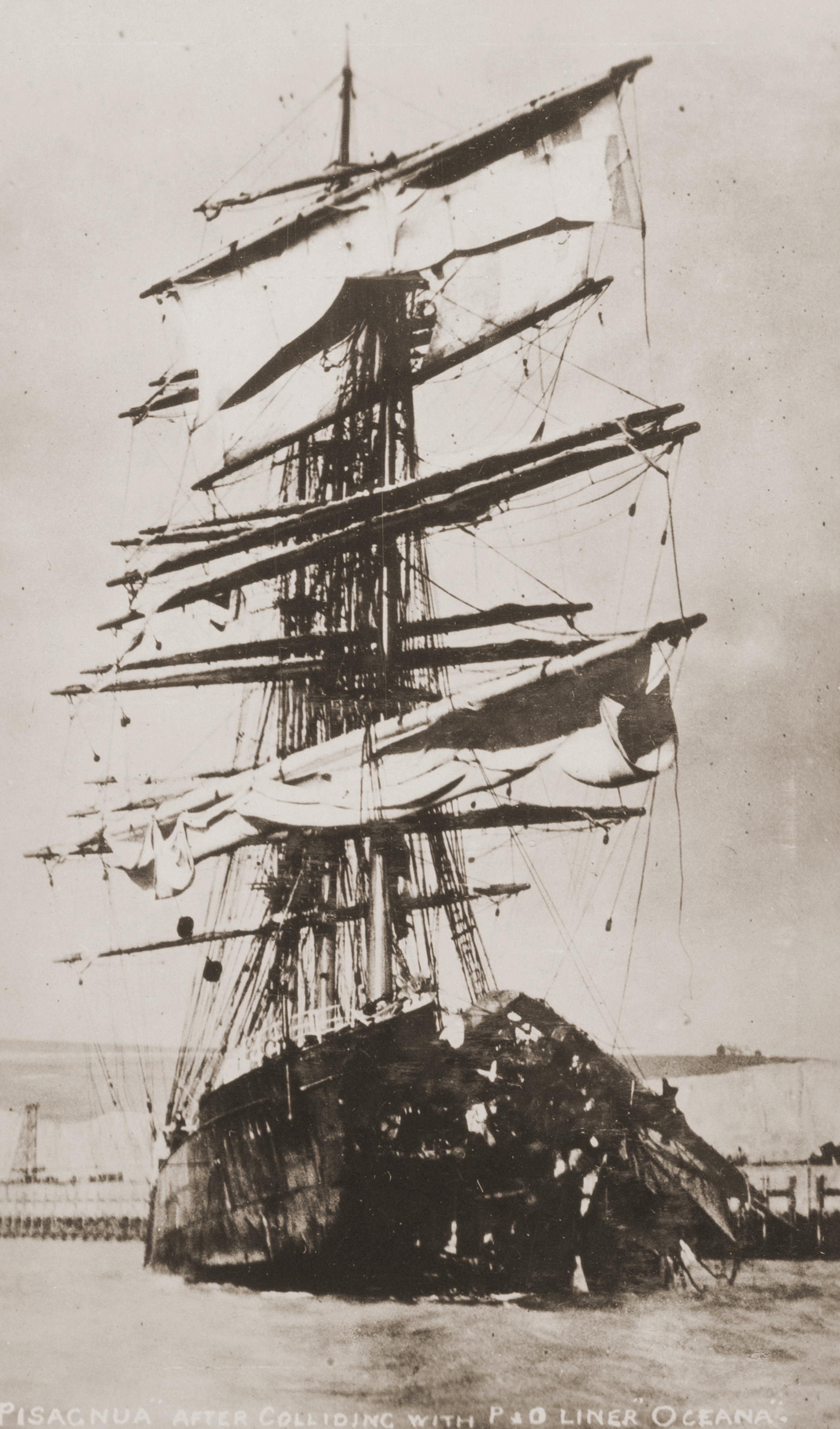
Pisagua tras el choque contra el Oceana

El 15 de marzo de 1912, el Oceana terminó de cargar para su próximo viaje a Bombay en el puerto de Tilbury, bajo el mando del capitán Thomas H. Hyde, RNR. A bordo iban 41 pasajeros, un complemento de 220 tripulantes y un práctico. También llevaba lingotes de oro y plata por valor de £747 110 : £3 millones a valores de 2010.
Al día siguiente avanzaba hacia el oeste a través del estrecho de Dover casi a toda velocidad. El mar estaba en calma aunque soplaba fuerte viento en contra. En dirección opuesta se acercó el Pisagua, una bricbarca con casco de acero de cuatro mástiles y matrícula alemana de 2850 toneladas. Encargada, propiedad y operada por F. Laeisz de Hamburgo, se encontraba en camino desde Mejillones, Chile a Hamburgo con un cargamento de nitrato , navegando a toda vela a una velocidad de casi 20 nudos (37 km/ h).
Los dos barcos se avistaron cuando estaban separados por aproximadamente 1⁄2 milla náutica (1 km). El capitán del Pisagua encendió una bengala de advertencia, la cual fue vista por la tripulación y el oficial mayor de servicio en el puente del Oceana, quienes luego dieron la orden de virar a babor. El piloto de Tilbury y del estrecho de Dover, el señor Penny, que estaba a bordo del Oceana en la carta de navegación, llegó al puente y se dio cuenta de que esta maniobra no sería suficiente para evitar una colisión. Llamó "difícil a babor", pero antes de que el Oceana pudiera salirse del rumbo, Pisagua golpeó al Oceana en el centro del barco, provocando un corte de 40 pies (12 m) en su costado. La colisión se produjo a 4 millas náuticas (7,4 km; 4,6 millas) de Beachy Head.
El práctico ordenó el cierre inmediato de todas las puertas de los mamparos estancos del Oceana, mientras que el capitán ordenó a toda la tripulación y pasajeros que se dirigieran a sus puestos de barco y estuvieran preparados para abandonar el barco. Al enviar una señal de socorro inmediata, el ferry de pasajeros Sussex de London, Brighton and South Coast Railway acudió al lugar, mientras otros dos barcos de vapor y el RMS Ruahine permanecían al margen. Mientras esperaba el rescate, la tripulación intentó arriar uno de los botes salvavidas, pero se estrelló en el mar y volcó, provocando la pérdida de siete pasajeros y diez tripulantes. El Sussex logró embarcar a 241 de los pasajeros y tripulantes restantes.
Aunque escora, el Oceana fue remolcado por el remolcador Alert de Newhaven, primero por la popa, a las 08:00 horas. Pero a las 10:00 había desarrollado una escora adversa, suficiente para levantar su hélice fuera del agua. El Capitán Hyde y la tripulación que se había quedado a bordo para ayudar al remolque abandonaron el barco hacia el Alert y observaron desde el remolcador cómo se hundía en menos de 20 minutos. El Oceana se hundió cerca de la ciudad balnearia de Eastbourne en aguas poco profundas, posándose en el fondo del mar con sus mástiles y la parte superior de sus embudos asomando fuera del mar durante la marea baja.
Pisagua se desvió a sotavento después de la colisión, pero logró sobrevivir con graves daños en la proa y el trinquete. Remolcado a Dover para reparaciones marítimas inmediatas, luego fue remolcado a Hamburgo, donde fue condenado. Fue reconstruido como un barco factoría de ballenas y operado por Søren L. Christensen. El 12 de febrero de 1913, Pisagua quedó varado en Low Island, Islas Shetland del Sur. Aunque estaba asegurada por NOK 318.000, posteriormente fue condenada y cancelada con pérdida para sus propietarios.
Después del hundimiento, P&O demandó a Laeisz, reclamando daños y perjuicios por la pérdida del Oceana. Se dictaminó que el Pisagua no tuvo culpa, debido a una combinación de factores, entre ellos que el Oceana se vio obligada a ceder el paso a Pisagua bajo la regla "el vapor da paso a la vela". La posterior Junta de Investigación Comercial, que informó el 13 de julio de 1912, llegó a conclusiones similares, suspendió el certificado de competencia del director durante seis meses y censuró al capitán.

## Pecio
En julio de 1912, la Marina Real Británica hizo estallar los restos del naufragio porque representaba un peligro para el transporte marítimo.
Oceana es hoy un popular sitio de buceo en pecios. A 15 millas náuticas (28 km) al este de Newhaven a 50°42,32′N 00°25,75′E , durante la marea baja, los restos del naufragio se encuentran en menos de 24 metros (79 pies) de agua, en posición vertical y a 10 metros (33 pies) sobre el fondo del mar. Descansando sobre una quilla uniforme sobre un fondo marino de grava, las proas están erguidas y en su mayor parte intactas. Su superestructura se ha derrumbado, pero sus lados están verticales y completos con ojos de buey. Los buzos pueden ver el interior de la sala de máquinas desde arriba para ver las cuatro calderas y la máquina de vapor de triple expansión de 10 metros de altura (33 pies) y 7.000 hp. Al estar cerca de la costa, los restos del naufragio atraen una gran cantidad de vida marina.
Desde entonces, los buzos han encontrado lingotes individuales de oro y plata, el último recuperado en 1996. El barco llevaba una placa conmemorativa de 800 hombres del 1.er Regimiento de Nottingham que habían muerto en la India entre 1819 y 1838, principalmente a causa de enfermedades locales. La placa fue recuperada por los buzos Geoff y Jamie Smith del Tunbridge Wells Sub-Aqua Club en agosto de 2009, y después de su restauración y preservación presentada al 2.º Batallón del Regimiento Mercian en octubre de 2009. Actualmente se exhibe en el museo del regimiento en el Castillo de Nottingham.